# Narindasaurus
Narindasaurus thevenini is een plantenetende sauropode dinosauriër behorende tot de Eusauropoda, die tijdens de middelste Jura leefde in het gebied van het huidige Madagaskar.

## Vondst en naamgeving
In 1906 werden bij de baai van Narinda, nabij Ankinganivalaka op de rechteroever van de rivier de Loza in het noorden van Madagaskar, fossielen ontdekt van een sauropode. Deze werden datzelfde jaar gemeld door Paul Lemoine. In 1907 werd de vondst door Armand Thevenin toegewezen aan Bothriospondylus madagascariensis, een sauropodensoort uit Madagaskar. In 2008 en 2010 kwamen onderzoekers tot de conclusie dat het om een apart taxon ging. In 2016 werd geconcludeerd dat het een lid van de Turiasauria betrof.
In 2020 werd, in het kader van een herbeschrijving van de Spaanse Losillasaurus, de typesoort Narindasaurus thevenini benoemd en beschreven door Rafael Royo-Torres, Alberto Cobos, Pedro Mocho en Luis Alcalá. De geslachtsnaam verwijst naar Narinda. De soortaanduiding eert Thevenin.
Het type-exemplaar is gevonden in een laag van de Isola III-formatie die dateert uit het Bathonien. Het bestaat uit de oorspronkelijk beschreven specimina: MNHN MAJ 423: een rechtertand van de bovenkaak, premaxillair of maxillair, MNHN MAJ 424: een voorste staartwervel, MNHN MAJ 426: een achterste staartwervel, MNHN MAJ 425: een chevron uit de middelste staartbasis, MNHN MAJ 427: een rechterellepijp, MNHN MAJ 428: een rechterscheenbeen, MNHN MAJ 429: een rechterkuitbeen met een onderste stuk van een chevron en MNHN MAJ 430: een linkerschaambeen. Al de specimina werden geacht één enkel individu te vertegenwoordigen. Ze maken deel uit van de collectie van het Muséum national d'histoire naturelle te Parijs waarheen ze kort na de ontdekking werden overgebracht. De Life Science Identifiers zijn B7203900-1F11-40CD-B4D5-115BAD1B96FE voor het geslacht en E3ED87DE-59E2-428C-B26E-0BBBFD38272B voor de soort.

## Beschrijving

### Grootte en onderscheidende kenmerken
Narindasaurus is niet zo gigantisch als sommige directe verwanten maar een midelgrote sauropode die eerder wat aan de kleine kant is.
In 2020 werden enkele onderscheidende kenmerken vastgesteld. Eén daarvan is een autapomorfie, een unieke afgeleide eigenschap. De voorste middelste staartwervels hebben een asymmetrische groeve op de buitenste zijkant, in een achterwaartse positie.
Daarnaast is er een unieke combinatie van op zich niet unieke kenmerken. Het hoofdlichaam van het schaambeen heeft een lengterichel op de buitenzijde lopend van een punt aan de voorkant van het foramen obturatum tot aan een punt eronder. De achterste vergroeiing van de schaambeenderen maakt een rechte hoek met het raakvlak met het zitbeen. Zowel in buitenaanzicht als zijaanzicht maken de voorzijde en de onderzijde van het onderste uiteinde van het schaambeen een stompe hoek met elkaar. Het kuitbeen heeft een driehoekige trochanter op de buitenzijde welke naar buiten uitsteekt.

### Skelet
De tanden hebben de typische hartvorm van turiasauriërs, met een verticale richel op de achterzijde. De groeve op de voorste middelste staartwervels heeft aan de voorzijde een punt en verbreed zich naar achteren toe. De voorste staartwervels hebben een blokvormig hyposfeen, achterste uitsteeksel dat dient als een secundair gewricht. De chevrons zijn bovenaan gesloten of overbrugd.

## Fylogenie
In 2020 werd Narindasaurus in de Turiasauria geplaatst, als zustergroep van de Europese turiasauriërs Zby, Amanzia, Losillasaurus en Turiasaurus.